# Gouanan
Gouanan is een gemeente (commune) in de regio Sikasso in Mali. De gemeente telt 25.000 inwoners (2009).